# 小姨多鶴
《小姨多鹤》原名《爱在冬季》，是严歌苓的一部爱情小说，主要表现一个中国和日本女性在抗日战争年代下，同一个男人的生活，表达了对人性光辉的赞许。本小说于2008年4月1日由作家出版社出版发行，陕西师范大学出版社又于2010年重版。

## 所获奖项
- 当代长篇小说五年最佳奖
- “中山杯”华侨文学奖